# Football Club Turris 1944 1998-1999
Questa pagina raccoglie le informazioni riguardanti la Football Club Turris 1944 nelle competizioni ufficiali della stagione 1998-1999.

## Rosa
| N. |                   | Ruolo | Calciatore              |
| -- | ----------------- | ----- | ----------------------- |
|    | Italia (bandiera) | A     | Raimondo Acampora       |
|    | Italia (bandiera) | C     | Massimo Carnevale       |
|    | Italia (bandiera) | D     | Giancarlo Cinetto       |
|    | Italia (bandiera) | C     | Stefano Costantini      |
|    | Italia (bandiera) | D     | Michele Cunti           |
|    | Italia (bandiera) | A     | Domenico D'Antò         |
|    | Italia (bandiera) | C     | Edmondo De Amicis       |
|    | Italia (bandiera) | A     | Tommaso De Carolis      |
|    | Italia (bandiera) | C     | Nicola De Santis        |
|    | Italia (bandiera) | D     | Antonio Dell'Oglio      |
|    | Italia (bandiera) | P     | Vincenzo Di Muro        |
|    | Italia (bandiera) | A     | Giovanni Ivan Di Sabato |
|    | Italia (bandiera) | D     | Giovanni Ferraro        |
|    | Italia (bandiera) | A     | Antonello Forte         |
|    | Italia (bandiera) | A     | Stefano Lattanzi        |

| N. |                   | Ruolo | Calciatore         |
| -- | ----------------- | ----- | ------------------ |
|    | Italia (bandiera) | A     | Andrea Leonardi    |
|    | Italia (bandiera) | C     | Luigi Liguori      |
|    | Italia (bandiera) | C     | Manolo Manoni      |
|    | Italia (bandiera) | D     | Vincenzo Manzo     |
|    | Italia (bandiera) | C     | Antonio Mellone    |
|    | Italia (bandiera) | P     | Marino Mugnai      |
|    | Italia (bandiera) | C     | Pasquale Ottobre   |
|    | Italia (bandiera) | C     | Maurizio Rizzioli  |
|    | Italia (bandiera) | D     | Giovanni Schettini |
|    | Italia (bandiera) | P     | Armando Sorrentino |
|    | Italia (bandiera) | D     | Marco Sugoni       |
|    | Italia (bandiera) | P     | Diego Tavani       |
|    | Italia (bandiera) | C     | Gennaro Torlo      |
|    | Italia (bandiera) | D     | Antonio Vicidomini |
|    | Italia (bandiera) | D     | Ciro Vitiello      |

## PLAY-OFF
| Arbitro: | Soffritti (Ferrara) |

|                |           |           |
| 20’ De Carolis | Marcatori | 58’ Rossi |

| Arbitro: | Cruciani (Pesaro) |

|            |           |  |
| 27’ Torino | Marcatori |  |